# Église Saint-Barthélemy de L'Aigle
L'église Saint-Barthélemy de L'Aigle est une église située à L'Aigle, dans le département de l'Orne, en France, réaffectée en centre culturel : l'Espace Saint-Barthélémy.

## Localisation
L'église Saint-Barthélemy est située au nord-est de la ville de L'Aigle. Elle dépendait de la paroisse catholique de « Saint-Martin-en-Ouche », au sein du diocèse de Séez.

## Histoire
L'église de Saint-Barthélemy de L'Aigle date du XIIe siècle,. Elle porte le nom de Saint Barthélemy, l'apôtre de Jésus.
L'église remplace une ancienne chapelle, datant de 1115, desservie par des moines bénédictins du prieuré de Saint-Sulpice.
L'édifice actuel, qui n'a pas subi de modifications majeures depuis sa construction au XIIe siècle, est inscrit au titre des monuments historiques le 11 juillet 1966.
En 2006, L'église ne servait au culte plus qu'une fois par an.
Faute de pouvoir financer les travaux de rénovation, la commune de l'Aigle la vend en 2021 à un particulier.
Après travaux, l'église rouvre en 2025 en tant qu'espace culturel sous le nom d'Espace Saint-Barthélémy.

## Description

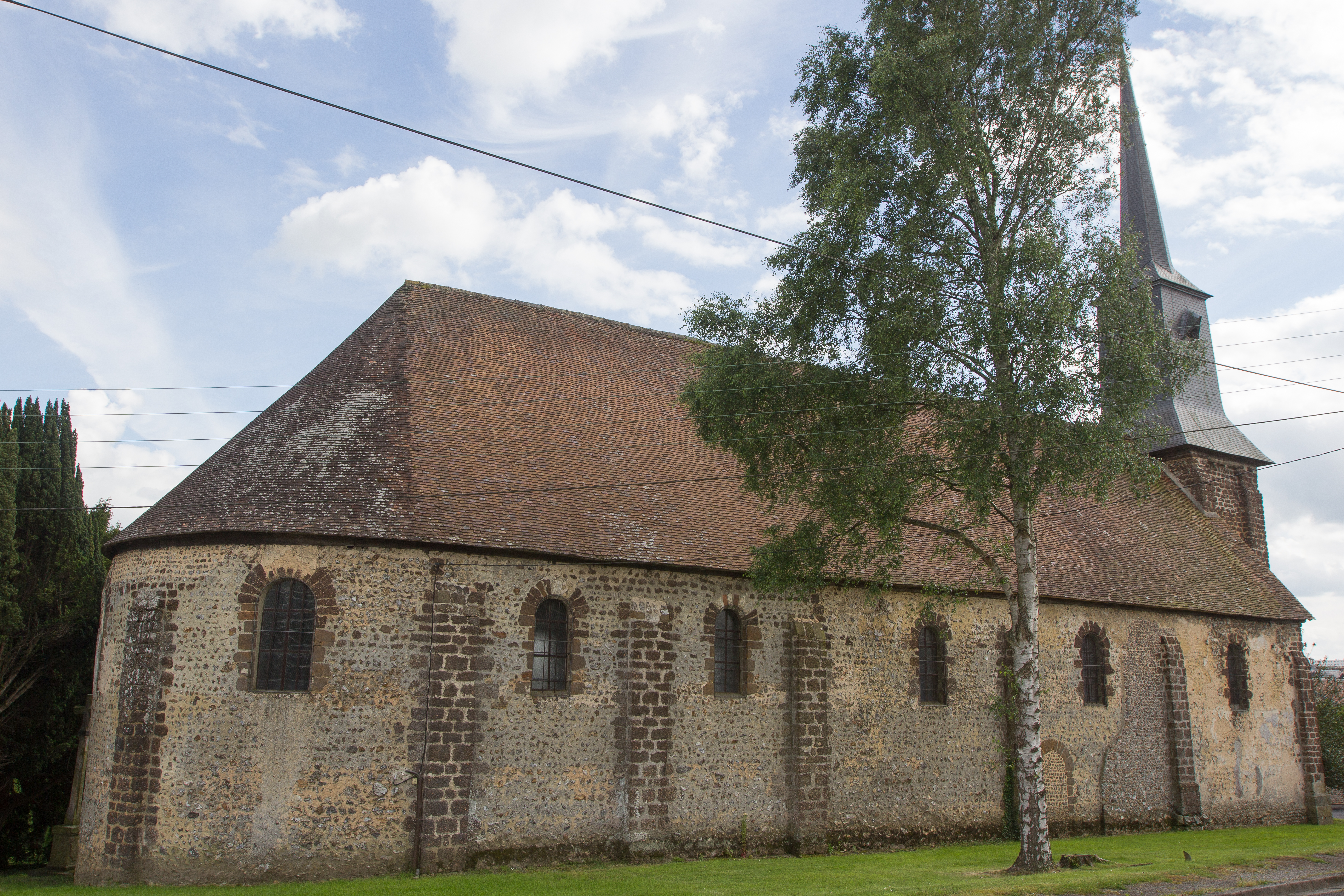
Vue de la façade Nord de l'église.

L'église Saint-Barthélemy est un édifice rectangulaire, de plan allongé sans transept, bâti selon une orientation est - ouest (le chœur étant orienté à l'est et le porche à l'ouest).
Son clocher est une tour-clocher élevée contre et au-dessus du porche. Les murs extérieurs, en grison rougeâtre,, sont soutenus par des contreforts.
L'église se compose d'une nef unique, constituée de cinq travées, terminée par une abside semi-circulaire.
Devant le porche de l'église, se trouve la tombe du curé insermenté Verdière de l'église Saint-Martin de L'Aigle.

## Galerie de photographies

Sélection de vues de l'église.
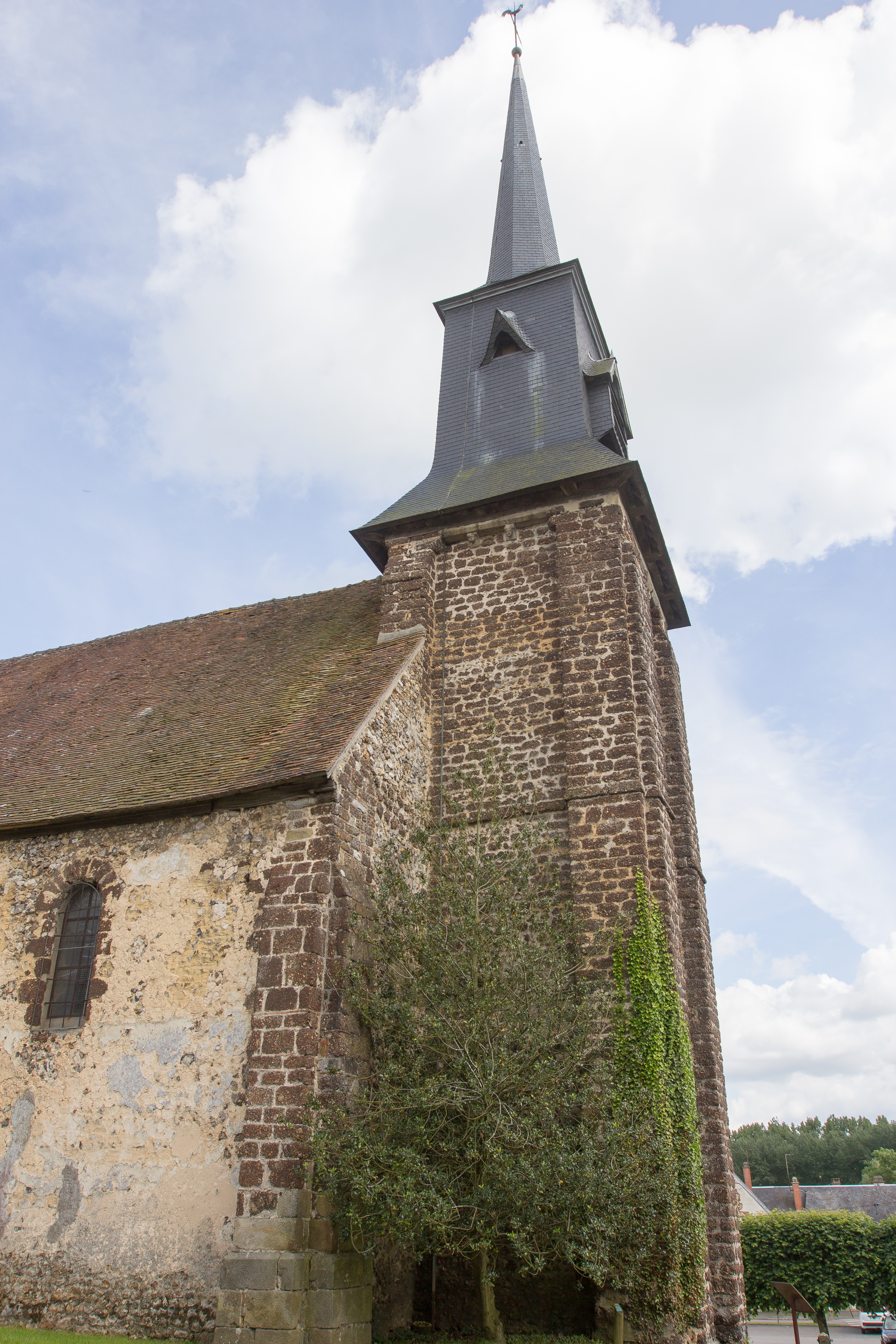
Le cocher-tour.
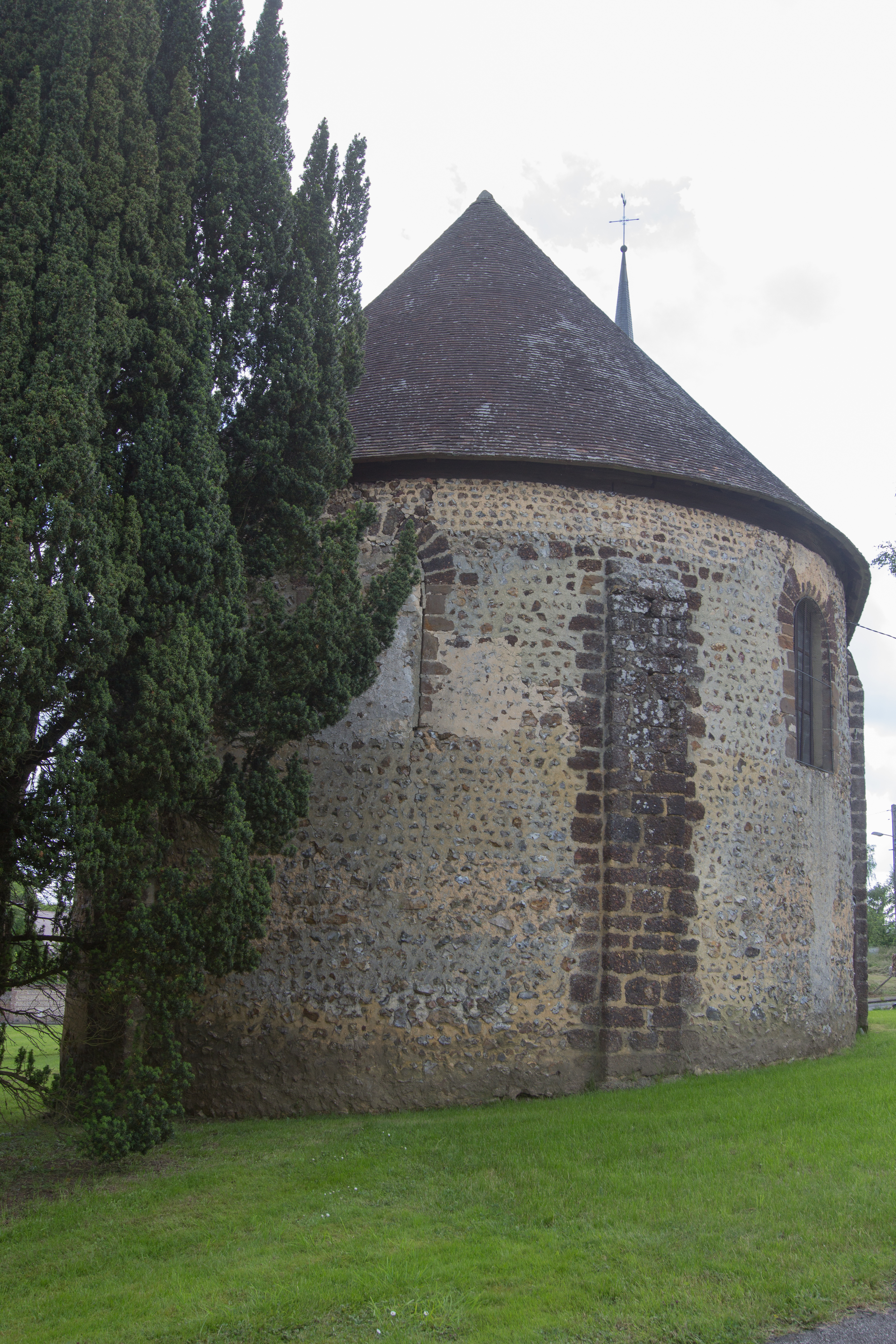
L'abside.
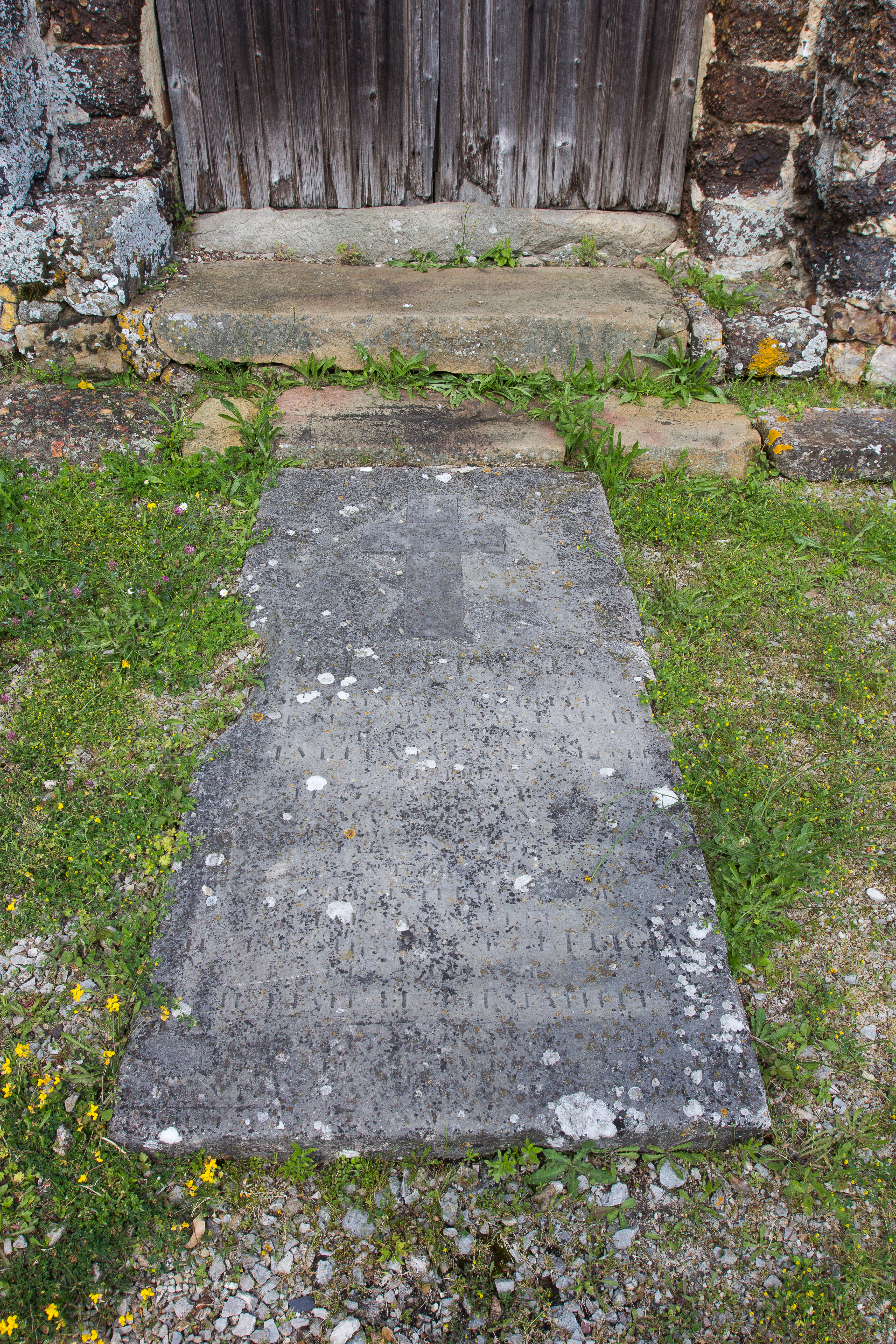
La tombe du curé Verdière.